# Twice a Man

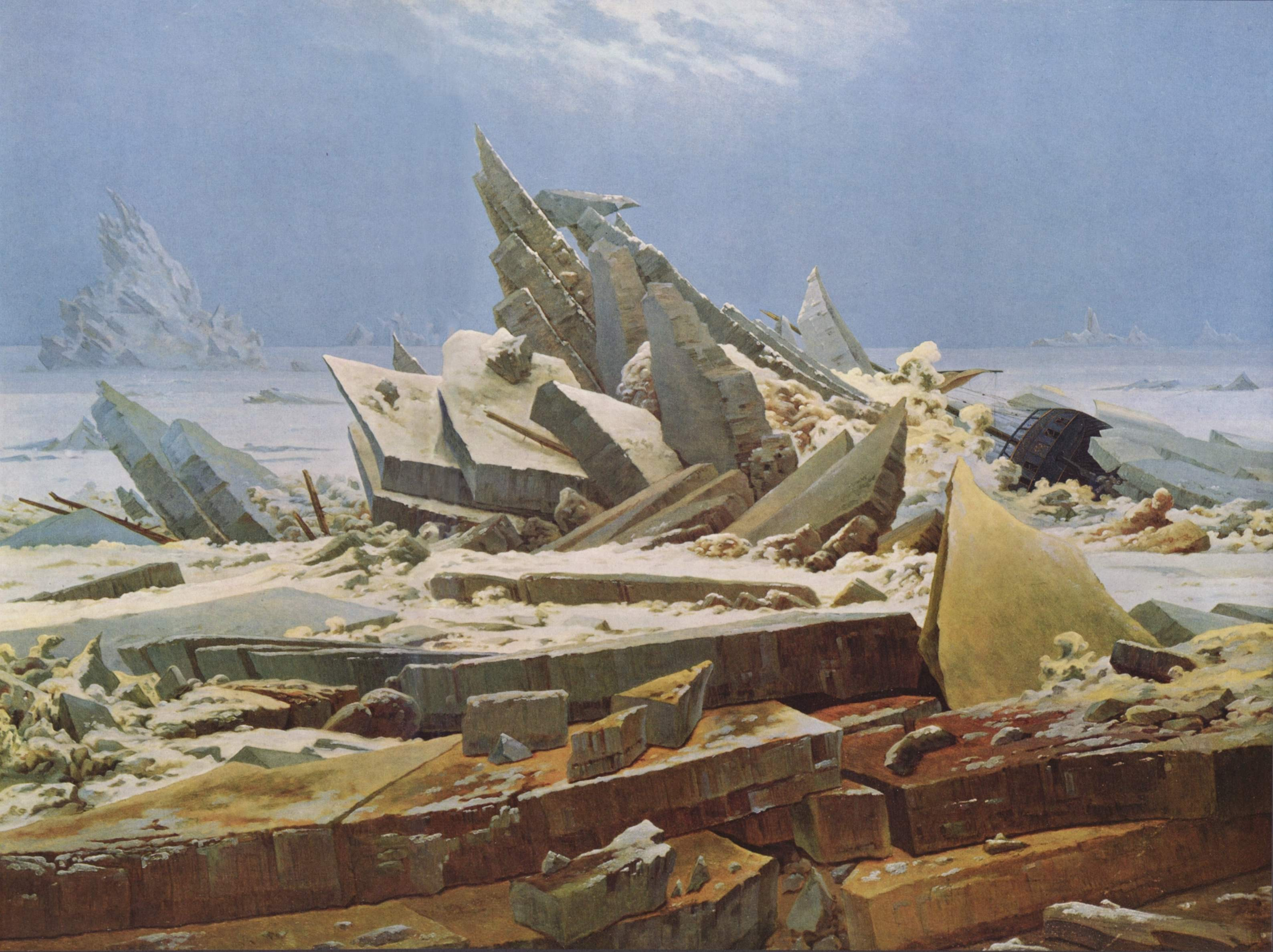
Målningen Das Eismeer av Caspar David Friedrich pryder omslaget till Twice a Mans album From a Northern Shore från 1984.

Twice a Man är en svensk musikgrupp centrerad kring Dan Söderqvist och Karl Gasleben (född Ingemar Ljungström).
Söderqvist och Gasleben träffades i Göteborg under tidigt 1970-tal då de spelade i grupperna Älgarnas trädgård respektive Anna själv tredje. Duon bildades 1978 som Cosmic Overdose.
Inför en spelning i England i december 1981 bytte de namn till Twice a Man. Gruppen gav 1982 ut sitt första album Music for Girls. De bestod då utöver Söderqvist och Gasleben även av Lars Falk, senare ersatt av Jocke Söderqvist som var fast medlem i gruppen 1983–1986.
Twice a Man har genomgående arbetat med synthesizers och elektroniska effekter som skapat teatraliska eller stämningsfulla ljudlandskap. Från 1984 arbetar de med samplers. 
Twice a Man har gett ut ett stort antal album. På 1980-talet växlande mellan poporienterad synthmusik på Works on Yellow (1986) och konceptuella verk som Driftwood (1988). De har dessutom skrivit musik för scen (bland annat flera verk för Dramaten), TV, film, datorspel (exempelvis Kula World 1998) och radio. 
Under det tidiga nittiotalet skapades sidoprojektet Butterfly Effect, som utforskade möjligheterna inom techno och ambient. 
Under nittiotalet övergick de mer från den traditionella arbetsvägen skivinspelning-skivsläpp-turné till att arbeta projektbaserat, ofta i samarbete med teatergrupper, visuella artister eller företag.Gruppen har samarbetat med ett stort antal musiker, och från 2013 är Jocke Söderqvist åter verksam i gruppen.
Under 2000-talet har gruppen fortfarande varit aktiv och givit ut ett flertal album. 2015 kom Presence som följdes av Cocoon (2019), On the Other Side of the Mirror (2020) och The Coloured Breeze is a New Dimension (2025).

## Diskografi (i urval)
- Music for Girls - LP (1982)
- The Sound of a Goat in a Room - musikkassett (1983)
- Observations from a Borderland - 12"-singel (1983)
- From a Northern Shore - LP (1984)
- Waterland - musikkassett (1984)
- Across the Ocean - 12"-singel (1984)
- Slow Swirl - LP (1985)
- Girl/Time - 7"-singel (1985)
- Works on Yellow (1986)
- Macbeth - LP (1986)
- Aqua Marine Drum - 12"-singel (1986)
- Collection of stones - samling 1982-1987 CD (1987)
- Driftwood - CD (1988)
- The Sound Isn't Organized Yet - CD (1990)
- A Midsummernight's Dream - CD (1990)
- Figaros bröllop - CD (1992)
- Fungus & Sponge - CD (1993)
- Instru Mental - CD (1995)
- Agricultural Beauty - CD (2002)
- Clouds - CD (2008)
- Icicles - CD (2010)
- Costume Area - CD (2012)
- Presence - CD (2015)
- Cocoon - CD (2019)
- On the Other Side of the Mirror (2020)
- The Coloured Breeze is a New Dimension (2025)